# Katania
Katania is een geslacht van vliesvleugeligen uit de familie Encyrtidae. De wetenschappelijke naam van dit geslacht is voor het eerst geldig gepubliceerd in 2010 door Noyes.

## Soorten
Het geslacht Katania is monotypisch en omvat slechts de volgende soort:
- Katania varro Noyes, 2010